# Pont ferroviaire de Vyšehrad
 (septembre 2018).
 (janvier 2021).
Le Pont ferroviaire de Vyšehrad est un pont métallique situé à Prague, en Tchéquie. Il a été construit en 1872 et reconstruit en 1901, reliant la Vallée de Nusle avec le quartier de Smíchov.
La partie pédestre du pont a été fermée en décembre 2017, en raison de problèmes de sécurité concernant son état. La reconstruction est prévue pour les étés 2018 et 2019.